# Jean Sarrailh
Jean-Louis Sarrailh (Monein, Bearn, 14 de octubre de 1891 - París, 28 de febrero de 1964) fue un historiador e hispanista francés.

## Biografía
Agregado de español en 1919 y doctor en letras en 1930. Fue rector de la Academia de París y presidente del Consejo de su Universidad entre 1947 y 1961. También fue rector de la Universidad de Grenoble y director general de Educación Física (1944-46). Cofundó con Paul Rivet el Instituto de Altos Estudios de América Latina (Institut des hautes études de l'Amérique latine) en 1954 y la Sociedad de Hispanistas Franceses (Société des hispanistes français) en 1962. Fue elegido miembro de la Academia de Ciencias Morales y Políticas (Francia) en 1955.
Una estancia de nueve años en Madrid le familiarizó con la cultura española, especializándose en los siglos XVIII y XIX. Dirigió el Instituto Francés de Madrid. Colaboró en Bulletin Hispanique de Burdeos y la Revista de Filología Española. Es autor de Quelques sources du «Cádiz» de Galdós, Le duc d'Angoulême en Espagne (1930), Enquêtes romantiques (1933) y L'Espagne éclairée de la seconde moitié du XVIIIe siècle (1954, traducida en 1957). Editó las Obras dramáticas (Madrid: Espasa-Calpe, 1933) de Francisco Martínez de la Rosa, autor del que hizo una biografía (Un homme d'état espagnol: Martínez de la Rosa (1787-1862, Bordeaux, 1930) y en el que fue el mayor experto. Sus papeles y libros fueron donados por su esposa a la Mediateca François Mitterrand y a la Biblioteca Municipal de Poitiers.

## Obras principales
- Prosateurs espagnols contemporains (1927)
- Un homme d'État espagnol : Martinez de La Rosa (1787-1862) (1930)
- Quelques sources du «Cádiz» de Galdós
- Le duc d'Angoulême en Espagne (1930)
- Enquêtes romantiques (1933)
- La Contre-Révolution sous la régence de Madrid (1930)
- Enquêtes romantiques. France-Espagne (1933)
- L'Espagne éclairée de la deuxième moitié du XVIIIe siècle (1954)